# Walter Wargau

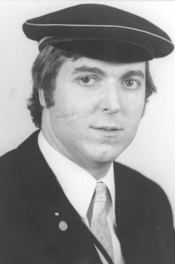
Walter Wargau

Walter Friedrich Wargau (* 26. April 1948 in München; † 6. November 1996 in Schwabach, Mittelfranken) war ein deutscher Astronom und Hochschullehrer in Pretoria.

## Leben
Wargau wuchs im Steigerwald auf und studierte Physik, Philosophie und Astronomie an der Friedrich-Alexander-Universität. Im Wintersemester 1969/70 wurde er im  Corps Guestphalia Erlangen aktiv. Nach der Zwischenprüfung wandte er sich der Kernphysik zu, in der er die Diplomarbeit schrieb (1975). Danach verlegte er sich auf die Astronomie, in der er seine Doktorarbeit verfasste. Nach der Promotion zum Dr. rer. nat. (1980) blieb er noch drei Jahre in Erlangen. Zwischenzeitlich war er am La-Silla-Observatorium und an der Dr.-Remeis-Sternwarte. Mit drei Kollegen erhielt er 1982 den Heinz-Maier-Leibnitz-Preis. 1983 ging er als Senior Lecturer an die Universität von Südafrika, die ihn 1987 zum Associate Professor ernannte. Er machte die UNISA zum Bindeglied von Studenten und Amateur- und Fachastronomen aus aller Welt. Seine Neigung zur Didaktik der Astronomie traf sich mit dem Status der UNISA als Fernuniversität; denn so konnte er auch Studenten in Europa und Übersee unterrichten. Die Aufzeichnungen seiner Vorlesungen erweiterte er zu einem mehrbändigen Lehrbuch. Als beobachtender Astronom erreichte er die Gründung einer Sternwarte in Pretoria. Der Neubau mit dem Celestron-Teleskop wurde 1992 eröffnet. Für die Internationale Astronomische Union arbeitete er in der Kommission Nr. 42 (Enge Doppelsterne). Intensiv befasste er sich mit dem Halleyschen Kometen. Seit 1978 mit einer Hepatitis infiziert, konnte er 1996 nicht nach Südafrika zurückkehren. Er starb mit 48 Jahren im Schwabacher Krankenhaus und hinterließ seine Frau und einen Sohn. Auf Wunsch seiner Mutter wurde die Urne in Selb beigesetzt.

## Mitgliedschaften
- Astronomical Society of Southern Africa
- Astronomische Gesellschaft
- Royal Astronomical Society
- Royal Society of South Africa
- Südafrikanische Mathematikervereinigung